# 2. Eishockey-Bundesliga 2001/02
Die Saison 2001/02 der 2. Eishockey-Bundesliga war die vierte Spielzeit der neuen zweithöchsten deutschen Spielklasse und wurde mit 14 Teilnehmern durchgeführt.

## Voraussetzungen

### Teilnehmer
Obwohl in der Vorsaison zwölf Mannschaften in der Liga gespielt hatten, die Erding Jets abgestiegen waren und sich der EC Wilhelmshaven-Stickhausen vom Spielbetrieb zurückgezogen hatte, sollte die Liga auf 14 Mannschaften aufgestockt werden. Da es zudem keinen Aufsteiger in die DEL gab, wurden alle vier Halbfinalisten der letzten Oberligasaison aufgenommen.

### Modus
Nach der wie im Vorjahr als Doppelrunde ausgespielten Vorrunde nahmen die Teilnehmer auf Platz 1 bis 8 an den Meisterschafts-Play-offs teil, aus denen der REV Bremerhaven als Meister hervorging. Da Bremerhaven als Meister auf den möglichen Lizenzantrag für die Deutsche Eishockey Liga verzichtet, wurde der vom Vizemeister ERC Ingolstadt gestellte Antrag auf Aufnahme in die DEL von dieser positiv beurteilt. Die Teilnehmer auf den Plätzen 9 bis 14 spielten nach der Vorrunde die sportlichen Absteiger in Form einer Abstiegsrunde aus.

## Vorrunde

### Abschlusstabelle
| Pl. | Mannschaft              | Sp | Tore    | Diff. | Punkte |
| --- | ----------------------- | -- | ------- | ----- | ------ |
| 01. | ERC Ingolstadt          | 52 | 165:094 | +71   | 118    |
| 02. | REV Bremerhaven         | 52 | 181:137 | +44   | 097    |
| 03. | SC Bietigheim-Bissingen | 52 | 207:178 | +29   | 094    |
| 04. | Heilbronner EC          | 52 | 189:177 | +12   | 092    |
| 05. | ETC Crimmitschau (N)    | 52 | 166:149 | +17   | 090    |
| 06. | EHC Wolfsburg (N)       | 52 | 166:136 | +30   | 087    |
| 07. | Tölzer Löwen            | 52 | 184:159 | +25   | 085    |
| 08. | Lausitzer Füchse        | 52 | 166:147 | +19   | 081    |
| 09. | EHC Straubing           | 52 | 162:177 | −15   | 081    |
| 10. | EHC Freiburg            | 52 | 151:159 | −08   | 065    |
| 11. | EC Bad Nauheim          | 52 | 160:213 | −53   | 057    |
| 12. | Eisbären Regensburg (N) | 52 | 136:192 | −56   | 056    |
| 13. | SC Riessersee           | 52 | 160:219 | −59   | 046    |
| 14. | EV Duisburg (N)         | 52 | 141:197 | −56   | 043    |

Abkürzungen: Sp = Spiele, Diff. = Tordifferenz, (N) = Neuling

Erläuterungen:       = Play-offs,       = Abstiegsrunde.

## Play-offs
Alle Play-off-Runden wurden im Modus „Best of Five“ ausgespielt.

### Viertelfinale
|                         |   |                  | Serie | 1   | 2         | 3         | 4   | 5   |
| ----------------------- | - | ---------------- | ----- | --- | --------- | --------- | --- | --- |
| ERC Ingolstadt          | – | Lausitzer Füchse | 3:0   | 3:2 | 4:1       | 6:0       | –   | –   |
| REV Bremerhaven         | – | Tölzer Löwen     | 3:0   | 3:0 | 2:1       | 2:0       | –   | –   |
| SC Bietigheim-Bissingen | – | EHC Wolfsburg    | 3:2   | 3:1 | 2:1 n. P. | 1:4       | 1:9 | 5:2 |
| Heilbronner EC          | – | ETC Crimmitschau | 3:0   | 5:2 | 2:1 n. P. | 3:2 n. P. | –   | –   |

### Halbfinale
|                 |   |                         | Serie | 1         | 2         | 3         | 4   | 5 |
| --------------- | - | ----------------------- | ----- | --------- | --------- | --------- | --- | - |
| ERC Ingolstadt  | – | Heilbronner EC          | 3:1   | 2:3       | 4:3       | 4:3 n. V. | 2:0 | – |
| REV Bremerhaven | – | SC Bietigheim-Bissingen | 3:0   | 4:3 n. P. | 6:5 n. V. | 5:2       | –   | – |

### Finale
|                |   |                 | Serie | 1   | 2         | 3         | 4         | 5 |
| -------------- | - | --------------- | ----- | --- | --------- | --------- | --------- | - |
| ERC Ingolstadt | – | REV Bremerhaven | 1:3   | 4:0 | 1:2 n. P. | 2:3 n. P. | 2:3 n. P. | – |

Der REV Bremerhaven nahm sein Recht, als Meister der 2. Bundesliga in die Deutsche Eishockey Liga aufzusteigen, aufgrund wirtschaftlicher Defizite sowie einer nicht DEL-tauglichen Eishalle nicht wahr, sodass der Vizemeister ERC Ingolstadt nach erfolgreichem Lizenzantrag in die höchste deutsche Spielklasse aufgenommen wurde.

### Kader des 2. Bundesliga-Meisters
| Meister der 2. Bundesliga REV Bremerhaven | Torhüter: Christian Baader, Marko Suvelo Verteidiger: Marco Ahrens, Jason Becker, Oliver Freymark, Cory Holden, Veli-Pekka Hård, Steffen Michel, Zdeněk Trávníček, Christian Witthohn Angreifer: Ken Dzikowski, Sebastian Furchner, Sebastian Jones, Jędrzej Kasperczyk, Stephan Kraft, Jay Luknowsky, Aleksander Polaczek, Patryk Pysz, Tim Schnobrich, Neale Schönfeld, Jeremy Stasiuk, Craig Streu, Tray Tuomie, Jarkko Varvio Cheftrainer: Jamie Bartman |

## Abstiegsrunde
In der Abstiegsrunde wurden die Punkte und Tore aus der Hauptrunde mitgenommen und gewertet.
| Endwertung der Abstiegsrunde |                         |    |         |       |        |
|                              | Klub                    | Sp | Tore    | Diff. | Punkte |
| 1.                           | EHC Straubing           | 62 | 188:222 | −34   | 90     |
| 2.                           | EHC Freiburg            | 62 | 190:185 | +5    | 82     |
| 3.                           | SC Riessersee           | 62 | 174:240 | −66   | 73     |
| 4.                           | EC Bad Nauheim          | 62 | 207:247 | −40   | 73     |
| 5.                           | Eisbären Regensburg (N) | 62 | 163:229 | −66   | 69     |
| 6.                           | EV Duisburg (N)         | 62 | 170:246 | −76   | 51     |

| Interne Wertung der Abstiegsrunde |                         |    |       |       |        |
|                                   | Klub                    | Sp | Tore  | Diff. | Punkte |
| 1.                                | SC Riessersee           | 10 | 14:21 | −7    | 27     |
| 2.                                | EHC Freiburg            | 10 | 39:26 | +13   | 17     |
| 3.                                | EC Bad Nauheim          | 10 | 47:34 | −13   | 16     |
| 4.                                | Eisbären Regensburg (N) | 10 | 27:37 | −10   | 13     |
| 5.                                | EHC Straubing           | 10 | 26:45 | −19   | 09     |
| 6.                                | EV Duisburg (N)         | 10 | 29:49 | −20   | 08     |

Abkürzungen: Sp = Spiele, Diff. = Tordifferenz, (N) = Neuling

Erläuterungen:       = Klassenerhalt,       = Abstieg.
Vor Einführung der DEL2 zählte bei Punktgleichheit als nächstes Platzierungskriterium der direkte Vergleich. Der SC Riessersee beendete die Saison daher vor dem EC Bad Nauheim (15:3 Punkte in den Begegnungen untereinander).
Aufgrund der Aufstockung der Liga durften die sportlichen Absteiger Regensburg und Duisburg in der 2. Bundesliga bleiben.